# Haine de soi juive

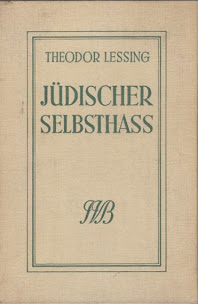
Couverture de l'édition de 1930 du livre de Theodor Lessing.

La haine de soi juive ou haine du soi juif (allemand : jüdischer Selbsthaß) concerne une personne juive honteuse de son identité jusqu’à l’antisémitisme en paroles, en idées ou en actes. Le concept est popularisé par le livre éponyme de Theodor Lessing, Der jüdische Selbsthaß (traduit en français sous le titre « La Haine de soi : ou le refus d'être juif »), où l’auteur entreprend d’analyser les propos d’intellectuels juifs qui, produits en réaction à l’antisémitisme ambiant, tendent à l’attiser plutôt qu’à le combattre. Le terme a été particulièrement utilisé pour dénigrer les opposants au sionisme[réf. souhaitée] mais le concept se rencontre auparavant où divers groupes juifs s’accusent mutuellement de trahir les Juifs ou le judaïsme.

## Histoire intellectuelle
La haine de soi juive a été conceptualisée par des intellectuels juifs au début du XXe siècle afin d'expliquer des phénomènes historiques et contemporains. En 1930 Theodor Lessing identifie une « haine de soi » chez certains Juifs, qu'il décrit comme une « souffrance de minorité », et que d'autres décrivent comme un « antisémitisme juif », parfois avec moquerie ou pour faire polémique,. 

## Antisémitisme internalisé
Bernard Wasserstein décrit le phénomène comme avant tout relevant d'un antisémitisme juif, qui serait le résultat d'une internalisation (en) d'éléments du discours antisémite. Peter Gay, affirme que les Juifs, comme toute minorité, incorpore au moins certains préjugés et stéréotypes de la majorité. Ainsi, selon Sol Goldberg, il n'est pas tout à fait exact de présenter la haine de soi juive comme un « antisémitisme juif », puisqu'il s'agit plutôt de l'écho de représentations extérieures de l'antisémitisme chrétien, l'antisémitisme de gauche ou l'antisémitisme nazi par exemple.

## Fonction rédemptrice
Selon Paul Reitter tel que discuté par Sol Goldberg, la haine de soi juive ne s'explique pas uniquement par une internalisation de l'antisémitisme de manière passive, mais correspond aussi à des aspirations par rapport auxquelles la haine de soi joue un rôle positif. Ainsi, selon Reitter, le concept ainsi que le terme de jüdischer Selbsthaß trouvent leurs racines en Allemagne, où ils étaient des corollaires fréquents de l’assimilation culturelle des Juifs dans cette nation : leur émancipation formelle était complète mais non leur intégration dans une société qui, souvent, les rejette et tire parti des plus infimes détails pour leur rappeler leur différence et les maintenir dans leur infériorité antérieure. Il semblerait que certains Juifs aient alors voulu lutter contre ces barrières et légitimer leur judéité en poussant à outrance leur auto-critique entreprise dès les prémices de l’émancipation jusqu’à adopter les codes de l’antisémitisme.

## Comme reproche de trahison
L'argument de la haine de soi juive est déconsidéré par certains intellectuels du XXIe siècle à cause de son utilisation au sein des communautés juives comme une invective servant à dénigrer toute personne juive perçue comme déviante, et notamment les gens juifs qui s'opposent au sionisme comme Judith Butler, Noam Chomsky et Jacqueline Rose. Cette utilisation de l'expression "haine de soi" revient généralement à accuser les antisionistes juifs d'être eux-mêmes antisémites.
La cible première de ces Juifs critiquant d’autres Juifs aurait été les Ostjuden, « Juifs de l’Est » (ou Pollacks), porteurs d’une culture radicalement différente et nullement enclins à adopter les mœurs des Gentils (un affrontement similaire quoiqu’inversé opposait, au sein des Westjuden, juifs réformés et orthodoxes qui voyaient dans les premiers des « Juifs inauthentiques »).